# Ravnsø
Ravnsø er en sø i Østjylland beliggende ca. 4 km øst for Ry. Den er 180 ha stor og er beliggende mellem høje, skovklædte skrænter. Søbassinet er et dødishul, der ligger i tunneldalen mellem Aarhus og Ry, og der er betydelige dybder på 25-30 m. Søens største dybde er omkring 34 m og er dermed Danmarks næstdybeste sø, kun overgået af Furesø på Sjælland (38 m). Søens afløb findes i vestenden og fører til Knudsø, som indgår i Gudenåsystemet.
56°6′22″N 9°51′0″Ø / 56.10611°N 9.85000°Ø